# Australammoecius goyderensis
Australammoecius goyderensis är en skalbaggsart som beskrevs av Blackburn 1896. Australammoecius goyderensis ingår i släktet Australammoecius och familjen Aphodiidae. Inga underarter finns listade.